# Södermanlands runinskrifter 239
Runinskrift Sö 239 är en runsten som står vid Häringe slott i Västerhaninge socken på Södertörn.

## Stenen
Häringestenen har varit känd alltsedan 1800-talets början, därefter var den försvunnen en tid men återfanns 1865. Den låg då med sin ristade sida nedåt och strax väster om Häringe trädgård, således ganska nära ruinen efter Sotes borg vid Landfjärden. Stenen flyttades och står nu på gräskullen direkt framför slottets östra flygel och bredvid Margurite och Axel Wenner-Grens grav. Den är 129 centimeter hög och 75–80 centimeter bred, en bit av dess överdel saknas och den har en skada på sin vänstra sida. Ornamentiken består av en runorm vars hals och svans är låsta med ett iriskt koppel. Inom slingan finns en ryttare till häst medan det kristna korset saknas.

## Inskriften
Runsvenska: biarn lit... -ul- -orothur sen
Nusvenska: Björn lät... Ulv, sin broder.

## Källa
- Runinskrifter i Haninge, Harry Runqvist, 1975, Haninge Hembygdsgille